# بوسکا
بوسکا (به ایتالیایی: Busca) یک کومونه در ایتالیا است که در استان کونیو واقع شده‌است.

## خصوصیات
بوسکا ۶۵٫۸ کیلومترمربع مساحت و ۱۰٬۲۲۱ نفر جمعیت دارد و ۵۰۰ متر بالاتر از سطح دریا واقع شده‌است.

## خواهرخوانده
شهرهای San Marcos Sud و Cruz Alta خواهرخوانده‌های بوسکا هستند.